# 阮青床
阮青床（1926年—2005年）是原越南共和国军队陆军少将。

## 生平
阮青床1926年11月出生于越南中部承天省的一个儒教家庭。1973年4月，阮青床以服役超過20年的理由退伍。

## 1975年
1975年4月30日后，阮青床向解放军报到，新政权将他送至北方进行再教育和改造，直到1987年9月14日才获释。获释后他留在了越南。2005年1月，他在胡志明市去世，享年79岁。